# Apicia ischyrizoaria
Apicia ischyrizoaria là một loài bướm đêm trong họ Geometridae.